# Michael Schlicht
Michael Schlicht (* 13. November 1993 in Leipzig) ist ein deutscher Fußballspieler, der seit 2022 beim FC Eilenburg unter Vertrag steht.

## Karriere
Schlicht begann seine Karriere in der Jugend des SV Grimma, wo er bis zu seinem Wechsel zum FC Sachsen Leipzig (2006) aktiv war. Für den Verein aus dem Leipziger Stadtteil Leutzsch war er bis zum Jahr 2009 aktiv, ehe er sich dem neugegründeten Stadtrivalen RB Leipzig anschloss. Bei RasenBallsport Leipzig war er in verschiedenen Jugendmannschaften eingesetzt und wurde zu Beginn der Saison 2013/14 in den Kader der zweiten Mannschaft des Vereins berufen. Für diese bestritt er sein erstes Pflichtspiel am 27. Oktober 2013 in der Sachsenliga, als er beim 5:0-Sieg gegen Kickers 94 Markkleeberg in der 55. Minute für René Legien eingewechselt wurde. Insgesamt kam er in der Saison 2013/14 für RB Leipzig II dreimal zum Einsatz und stand weitere zwei Mal im Kader des Landesligisten.
Zu Beginn der Saison 2014/15 wechselte Michael Schlicht zum Fußball-Regionalligisten FSV Zwickau. Für diesen kam der Mittelfeldspieler in seiner ersten Saison 28 Mal zum Einsatz (5 Tore). In der Saison 2015/16 gelang ihm mit dem sächsischen Verein der Aufstieg in die 3. Liga. Schlicht kam in der Aufstiegssaison in 31 Ligaspielen sowie den beiden Relegationsspielen um den Aufstieg in die 3. Liga zum Einsatz. Auch in der 3. Liga stand der gebürtige Leipziger im Kader der Zwickauer und bestritt sein erstes Drittligaspiel am 30. Juli 2016 (1. Spieltag) beim 2:2-Unentschieden der Sachsen gegen die zweite Mannschaft des 1. FSV Mainz 05.
Mit Beginn der Saison 2017/18 wechselte Michael Schlicht zum Regionalligisten 1. FC Schweinfurt 05. Dort spielte er eine Saison lang für die erste und zweite Mannschaft des Vereins, ehe er zur folgenden Saison zum in die Regionalliga Nordost zum FSV Budissa Bautzen wechselte, wo er 28 Ligaspielen kam. Nach dem Abstieg in Landesliga Sachsen war Schlicht zunächst vereinslos. Im Januar 2020 schloss er sich dem VfB Auerbach an. Für die Auerbacher kam er bis zum Ende Saison 2020/21 zu insgesamt 13 Einsätzen, bei denen er ein Tor erzielte. Beide Saisons wurden aufgrund der COVID-19-Pandemie vorzeitig abgebrochen. Zur Saison 2021/22 schloss Schlicht sich dem Sachsenpokalsieger 1. FC Lokomotive Leipzig an. Nachdem er sich dort aufgrund starker Konkurrenz im Mittelfeld nicht durchsetzen konnte, wechselte Michael Schlicht zur Saison 2022/23 zum Regionalligaabsteiger FC Eilenburg in die Oberliga Süd.

## Erfolge
FSV Zwickau
- Meister der Regionalliga Nordost: 2015/16
- Aufstieg in die 3. Liga: 2016